# ميلتنبرغ
ميلتنبرغ (بالألمانية: Miltenberg) هي district capital، بلدة، place with town rights and privileges و بلدة ألمانية تقع في ألمانيا في ميلتنبرغ.

## معرض صور

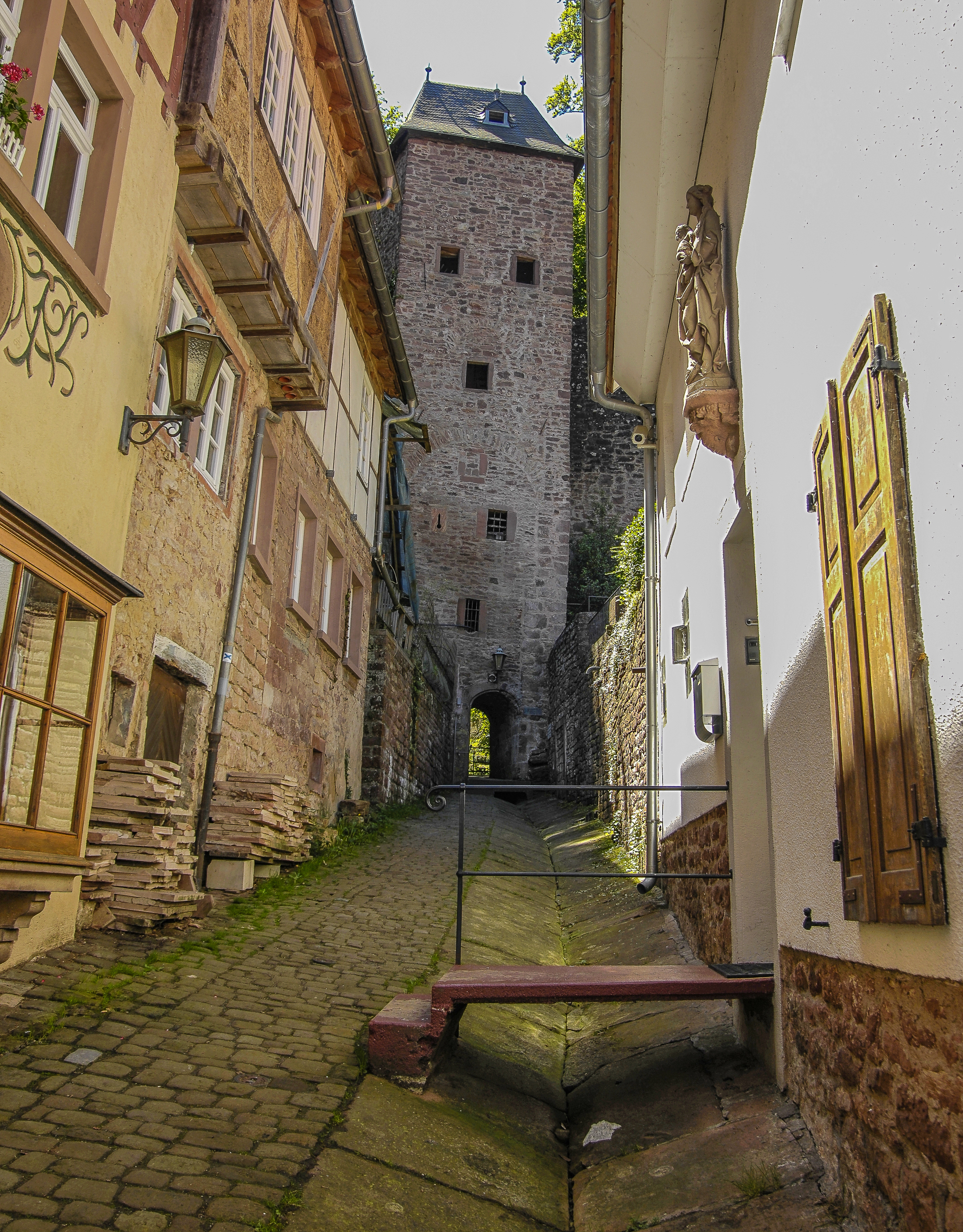
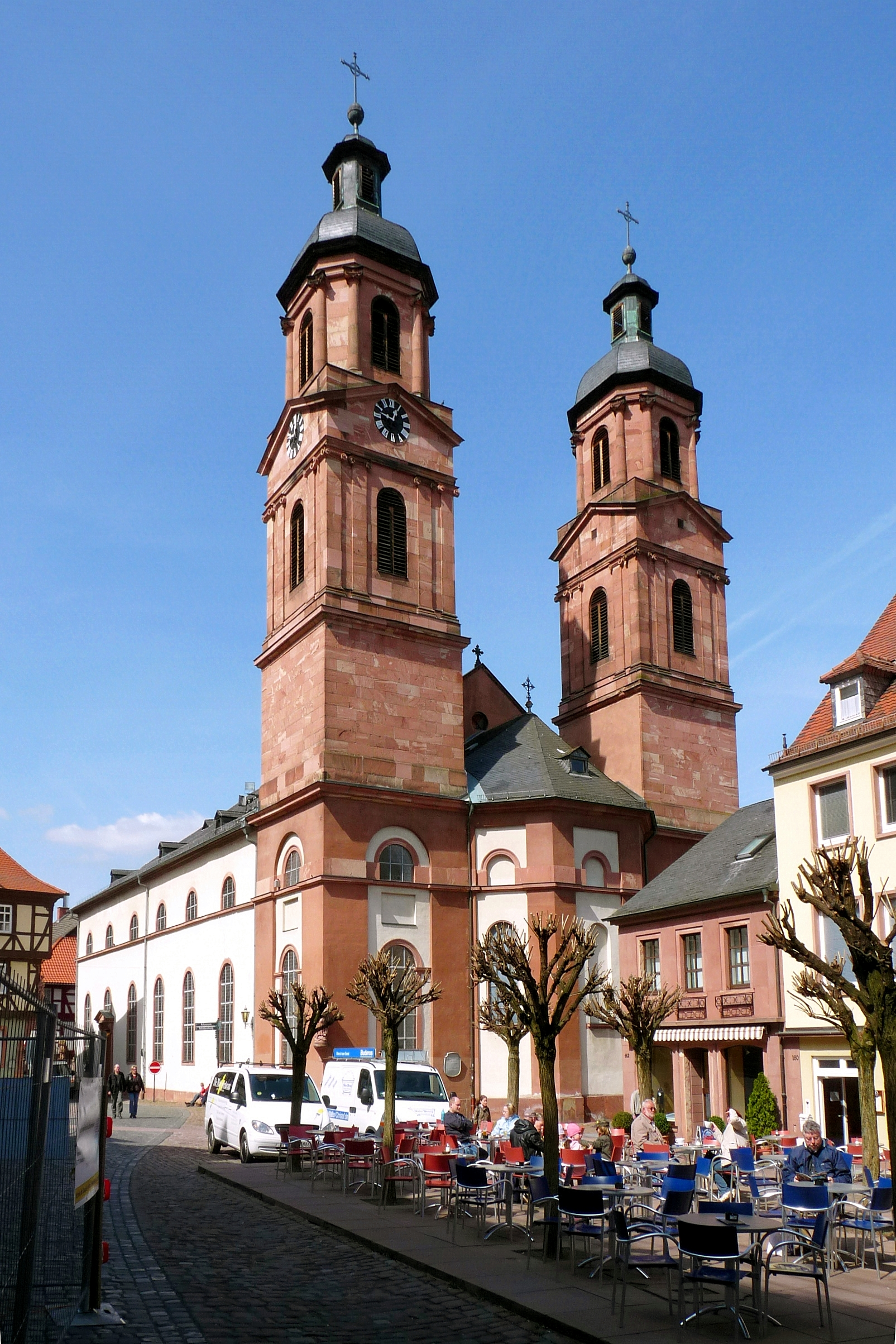
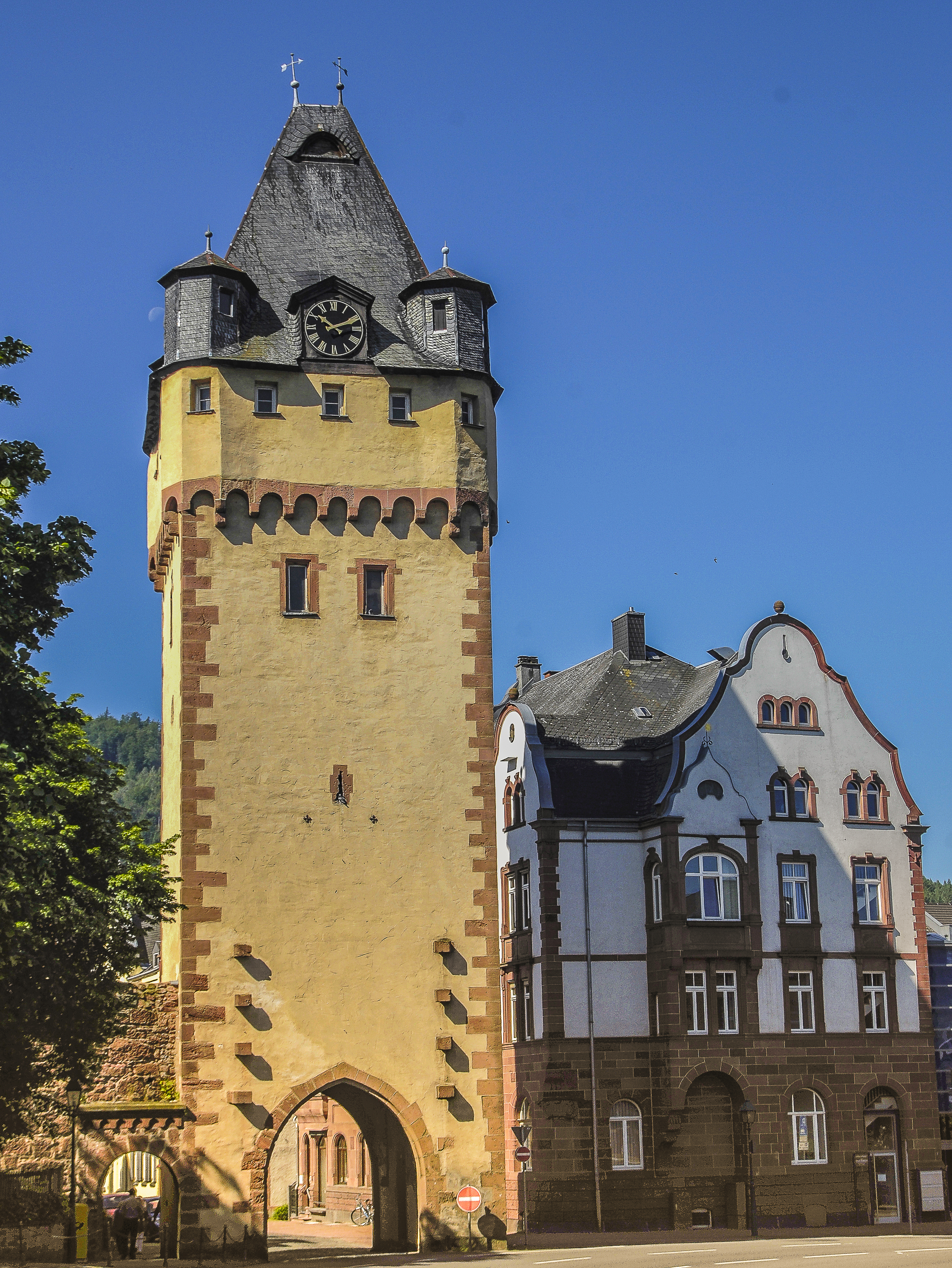
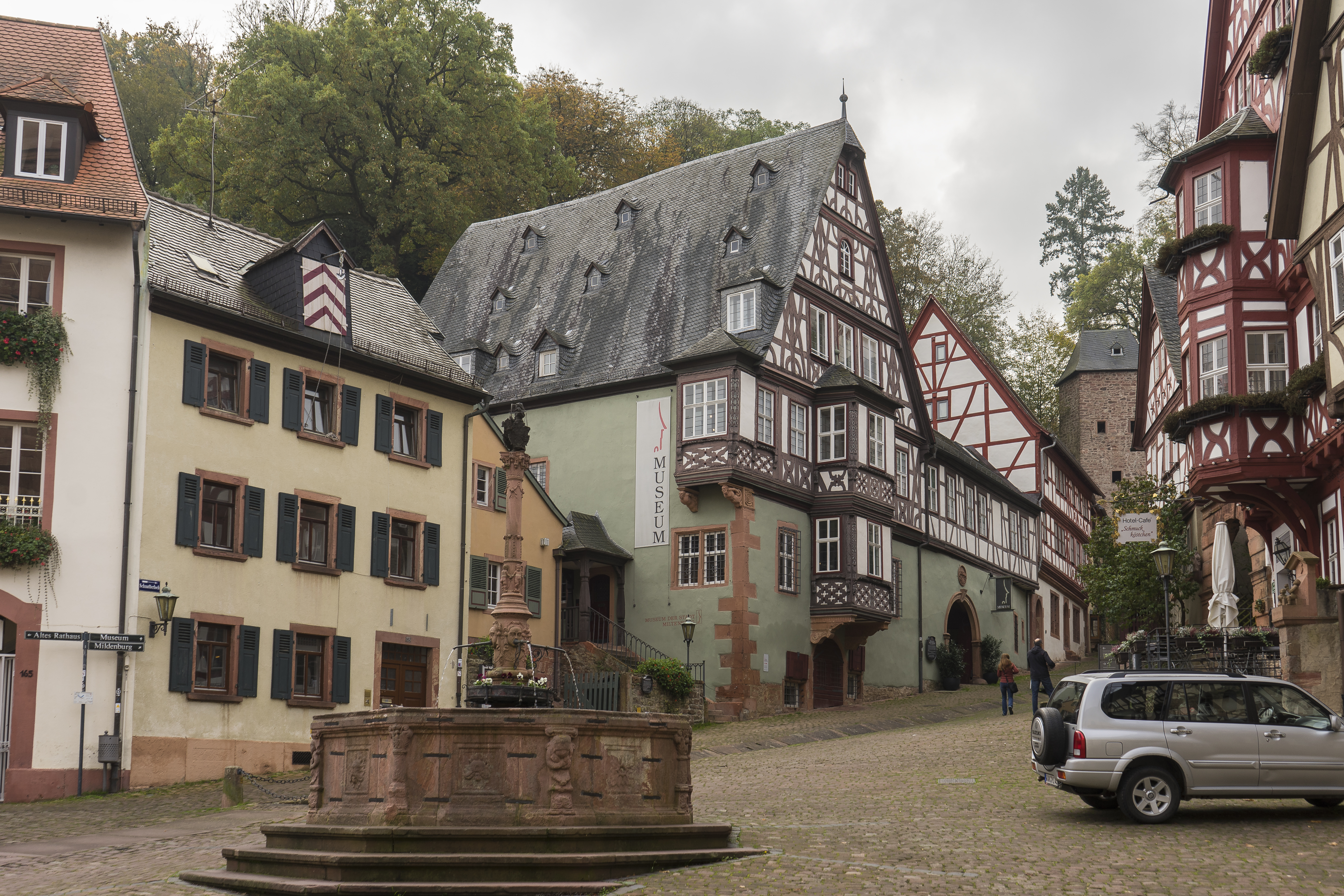
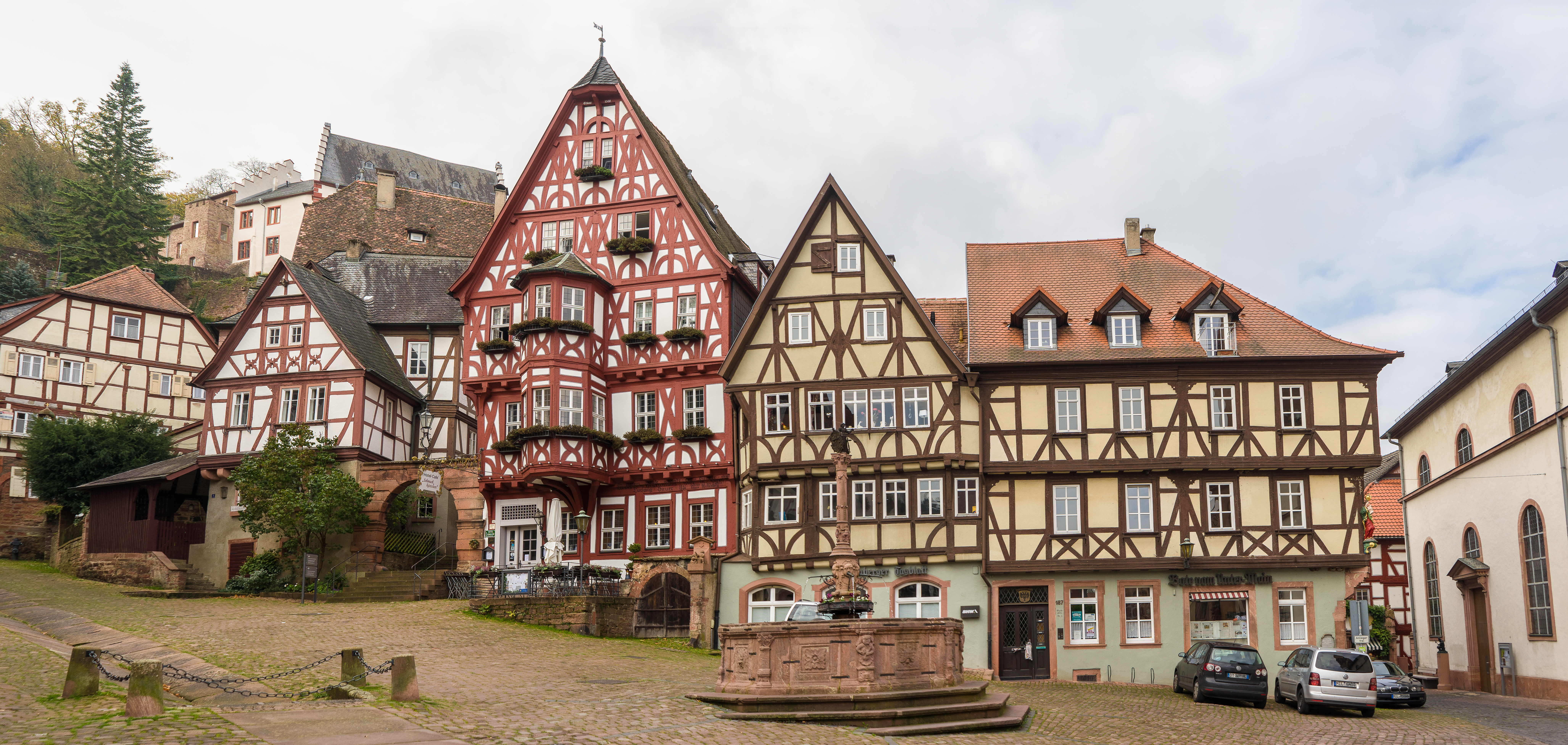
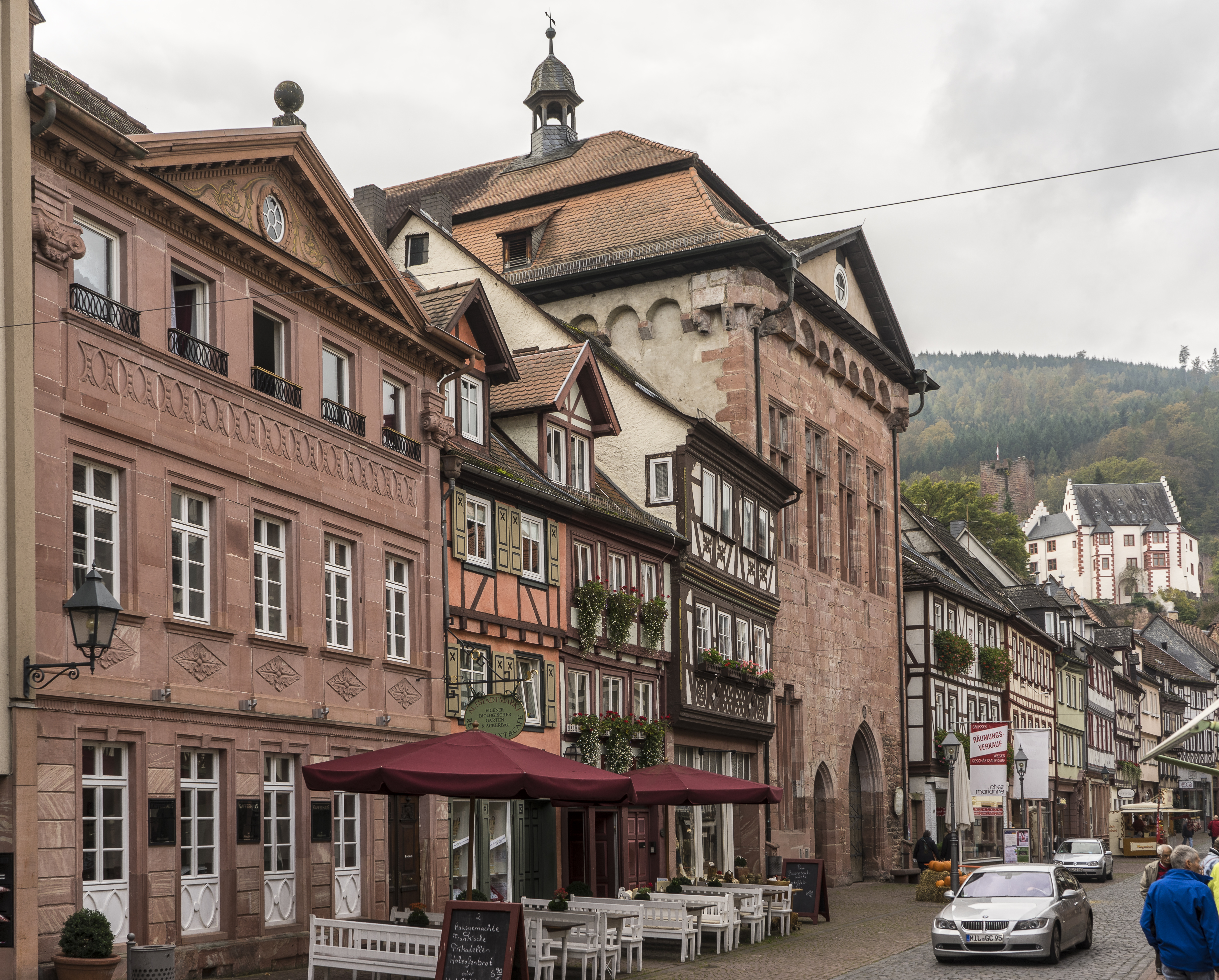

## أعلام
- دومينيك كلاين
- جوزيف كراوس
- بودو كون
- ماثياس تشفارز
- سيباستيان هايدينغر
- هوغو إيبرهارت